# آلبرت گرین (بازیکن فوتبال، زاده ۱۸۹۲)
آلبرت گرین (انگلیسی: Albert Green; ۷ اکتبر ۱۸۹۲ – ۲۳ آوریل ۱۹۵۶) بازیکن فوتبال بود.